# Schrapnell

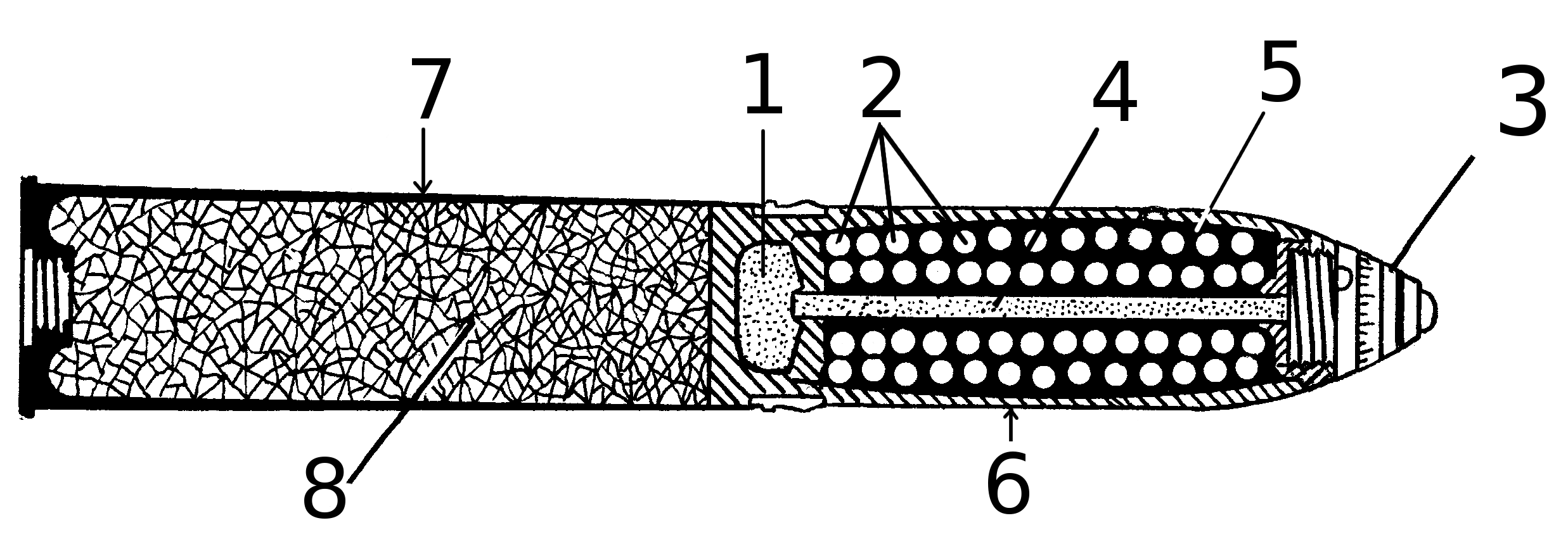
Schrapnell aus dem Ersten Weltkrieg

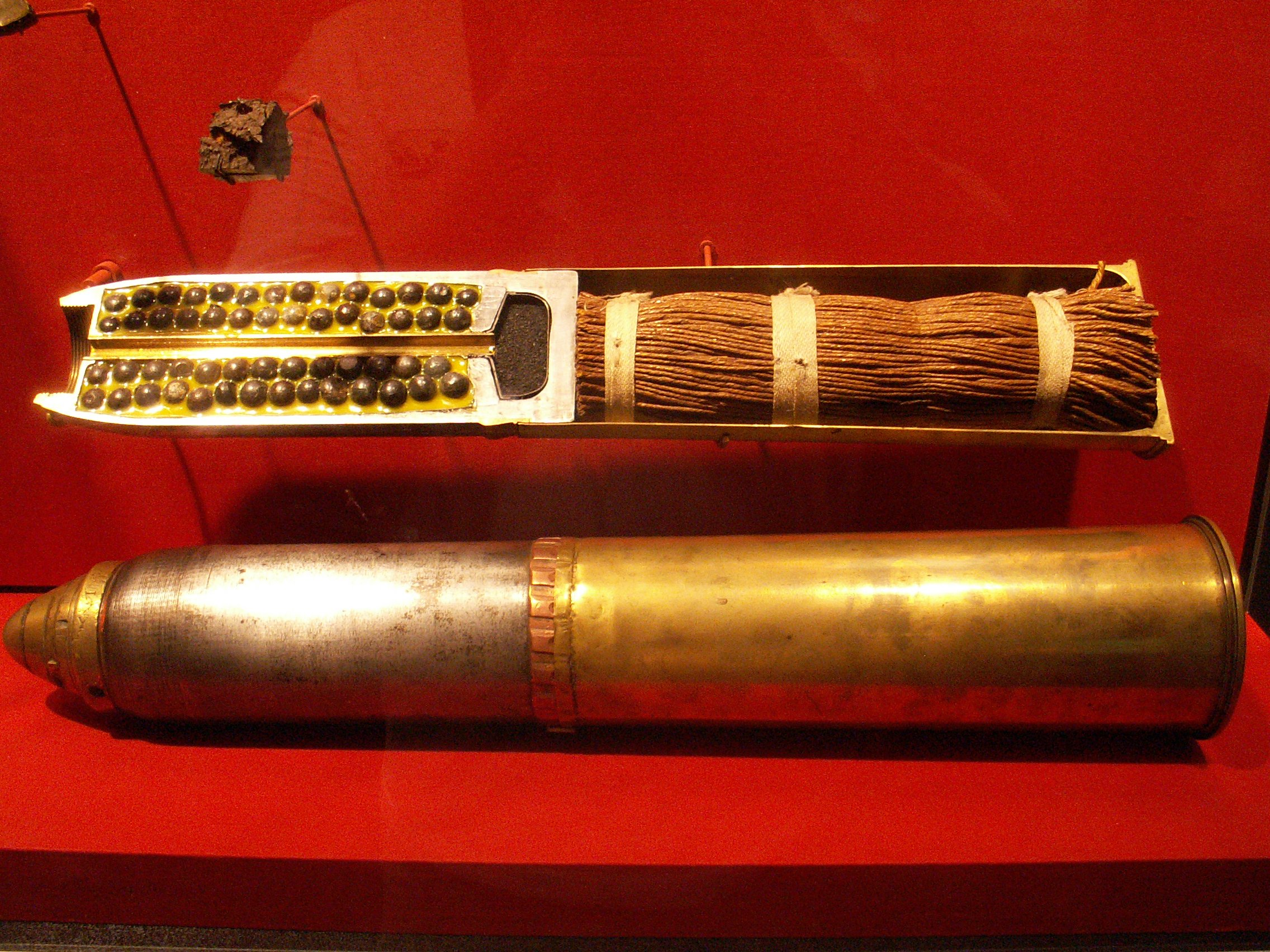
Schnittmodell eines britischen Schrapnells mit Korditschnüren eines Ordnance QF-18-Pfünders aus der Zeit des Ersten Weltkrieges

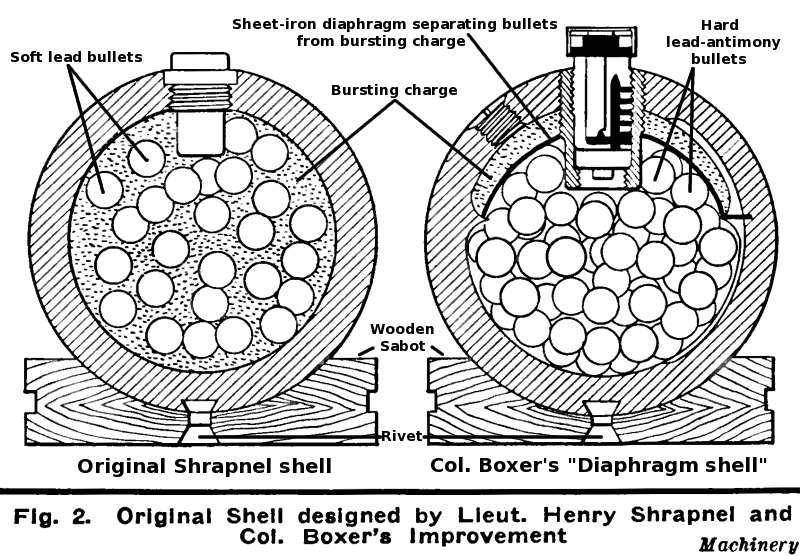
Original von Shrapnel (links) und Verbesserung von Boxer (rechts)

Animation der Funktionsweise eines Schrapnells

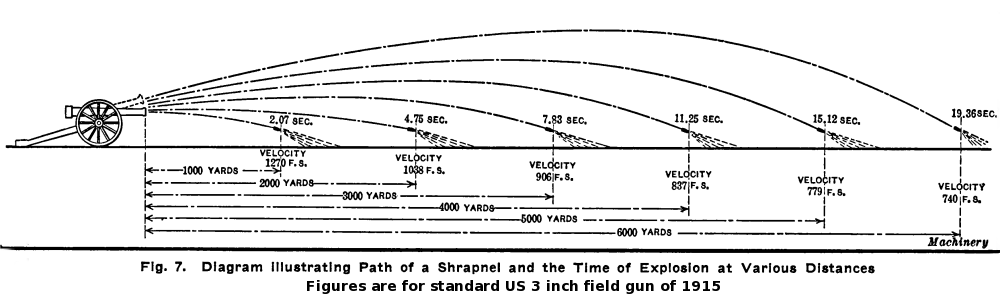
Ballistische Flugbahnen mit Zündzeitpunkten

Ein Schrapnell, auch Granatkartätsche genannt, ist eine Artilleriegranate, die mit Metallkugeln gefüllt ist. Diese werden kurz vor dem Ziel durch eine Treibladung nach vorn ausgestoßen und dem Ziel entgegengeschleudert.
Vorgänger des Schrapnells war die Kartätsche, bei der kleine Kugeln oder andere Metallteile nur in einer dünnen Hülle verpackt ohne zusätzliche Sprengladung verschossen wurden, so dass sie sich schon an der Kanonenmündung breit auffächerten. Die wirksame Reichweite war daher auf ca. 600 m begrenzt.
Fälschlicherweise werden manchmal auch Splitter, die bei der Explosion gewöhnlicher Granaten oder Fliegerbomben entstehen, als Schrapnell bezeichnet.

## Überblick

### Vorderladermunition
In unvollkommenerer Form war die Granatkartätsche schon den deutschen Stückmeistern des 16. Jahrhunderts bekannt.
Auch von der Belagerung von Gibraltar (1779–1783) ist bekannt, dass ein Captain Mercier solche Munition provisorisch einsetzte. Trotzdem gilt der britische Offizier Henry Shrapnel (1761–1842) als der Erfinder dieser Munition, da er die bisherigen Lösungen im Jahre 1784 konsequent weiterentwickelte. Die Munition sollte nicht die Kartätsche ersetzen, sondern dieselbe Wirkung bei größeren Schussentfernungen entfalten. Das Schrapnell war ursprünglich eine dünne Hohlkugel, gefüllt mit Sprengstoff, in dem Musketenkugeln eingebettet waren. Die Sprengstoffmenge war eher gering; sie reichte aus, um die Hohlkugel zu zersprengen, aber nicht, um die Musketenkugeln weitläufig zu zerstreuen. Bei der Weiterentwicklung bewegten sich die kleinen Kugeln dagegen mehr oder weniger in die Richtung, in die sie von dem Geschütz abgefeuert wurden. Dieses war ein neues Prinzip und machte die Munition so tödlich. Offiziell kam der Vorschlag erst 1792 beim Komitee für Artillerie an und wurde 1803 nach einer Demonstration von Major Shrapnel für den Einsatz in der britischen Armee empfohlen. Der erste Einsatz fand im April 1804 beim Kampf gegen die Niederländer um Fort Nieuw-Amsterdam statt. Die Britische Regierung entschied 1852, die Munition nach dem Erfinder Henry Shrapnel zu nennen.
Die Konstruktion von Shrapnel überzeugte nicht ganz. Etwa ein Fünftel der verschossenen Munition zündete vorzeitig. Verschiedene Versuche wurden unternommen, um dem Problem entgegenzuwirken. Dies gelang dem britischen Offizier Edward Mounier Boxer im Jahre 1852 durch die Trennung von Sprengladung und Kugeln. Es hatte sich herausgestellt, dass beim Abschuss zwischen den Metallkugeln Reibung und somit Hitze entstehen konnte, was die umgebende Sprengladung entzündete. Das von Boxer verbesserte Schrapnell wurde von der britischen Armee 1854 versuchsweise freigegeben und nach kleineren Änderungen schließlich 1864 angenommen.

### Hinterladermunition
Wenige Jahre nach der Etablierung des Schrapnells änderte sich die Geschütztechnik grundlegend. Die bisher vorherrschenden glatten Vorderlader wurden durch gezogene Hinterlader ersetzt. Entsprechend bekam das Schrapnell die Form des Langgeschosses.
Schrapnelle sind eiserne Hohlgeschosse, die mit 13 bis 17 g schweren Bleikugeln gefüllt sind. Diese sind, um bei der Rotation des Geschosses während des Flugs ihre Lage nicht zu verändern, durch Eingießen von Schwefel oder Kolophonium fixiert. Auf diese Weise sollen Störungen in der Regelmäßigkeit der Flugbahn vermieden werden. Es gab auch Schrapnellgranaten mit Mischladung, bei denen die Kugeln in den Sprengstoff eingebettet waren (Einheitsgeschoss). Bei diesen Einheitsgeschossen wurde der Sprengstoff jedoch in Schrapnellstellung nicht gezündet und verbrannte lediglich.
Eine zentrale Höhlung in Kopf oder Boden der Granate enthält die Sprengladung (Kammerladung) bzw. Ausstoßladung aus Schwarzpulver, die durch den Zünder (Zeit- bzw. Pulver-Brennzünder) vor Erreichen des Zieles in der Luft gezündet wird. Befindet sich die Pulverladung am Boden des Geschosses, spricht man von einem Bodenkammerschrapnell. Wie bei einer kurzläufigen Schrotflinte werden die Kugeln nach vorne aus dem Geschosskörper ausgestoßen, durch die Rotation desselben werden sie jedoch gestreut. Dieser Streukegel trifft in einer langgezogenen Ellipse auf dem Boden auf. Durch die Ladung mit Schwarzpulver entsteht eine auffällige weiße Rauchwolke in der Luft, wodurch die Beobachtung des Sprengpunktes und die Korrektur der einzelnen Schüsse erleichtert wird. Die leeren, nach den Kugelwolken einschlagenden Schrapnellhülsen werden auch Hohlbläser genannt. Da Schrapnells vor Erreichen der Erdoberfläche zünden müssen, kommen nicht Aufschlagzünder, sondern Zeitzünder zum Einsatz.
Die Entfernung des Sprengpunktes vom Ziel beträgt etwa 50 m, um den Kugeln eine möglichst große lokale Ausbreitung zu ermöglichen. Der Abstand des Schrapnells vom Erdboden beträgt zu diesem Zeitpunkt, je nach Schussweite und -art, zwischen 3 und 10 m.
Eingesetzt wurden sie gegen Weichziele, also gegen berittene und unberittene Truppen und ungepanzerte Fahrzeuge. Die Wirkung gegen aufrechte, ungedeckte Ziele war verheerend, wenn die Lage des Sprengpunktes zum Ziel genau beobachtet werden konnte, damals bis etwa 5000 Meter. Während des Ersten Weltkrieges wurde das Schrapnell nach und nach durch die Sprenggranate ersetzt, nachdem aufgrund ebendieser Wirkung durch den Übergang zum Grabenkrieg kaum noch ungedeckte Ziele aufzufassen waren. In der Endphase des Ersten Weltkrieges wäre dies zwar wieder möglich gewesen, jedoch gab es kaum noch Artilleristen, die das aufwendige Verfahren beherrschten.
Das Prinzip des Schrapnells wird aktuell wieder in Form der AHEAD-Munition gegen Weichziele und als abstandsaktive Schutzmaßnahme bei der Nahabwehr von Flugkörpern wie Raketen eingesetzt.